# Măceșu de Sus
Măceșu de Sus – wieś w Rumunii, w okręgu Dolj, w gminie Măceșu de Sus. W 2011 roku liczyła 1348 mieszkańców.